# Schizoporella magnifica
Schizoporella magnifica is een mosdiertjessoort uit de familie van de Schizoporellidae. De wetenschappelijke naam van de soort is voor het eerst geldig gepubliceerd in 1886 door Hincks.